# 古蒂耶尔 (厄尔省)
古蒂耶尔（法語：Gouttières，法語發音：[ɡutjɛʁ]）是法国厄尔省的一个旧市镇，位于该省中部偏西南，属于贝尔奈区。2016年1月1日，古蒂耶尔和相邻的另外15个市镇合并为新市镇乌什地区梅尼勒（Mesnil-en-Ouche）。

## 地理
古蒂耶尔（49°1'26"N, 0°44'41"E）面积5.14 平方千米，位于法国诺曼底大区厄尔省，该省份为法国北部内陆省份，北起滨海塞纳省，西接奧恩省和卡爾瓦多斯省，南至厄尔-卢瓦省，东临瓦兹省、瓦兹河谷省和伊夫林省。
与古蒂耶尔接壤的市镇（或旧市镇、城区）包括：乌什地区梅尼勒、博蒙勒罗歇、乌什地区勒努瓦耶、圣欧班勒吉夏尔。

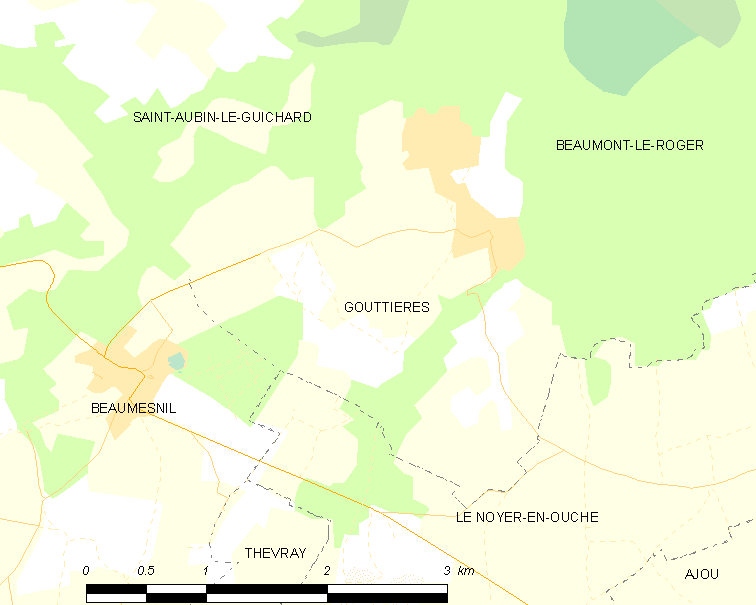
的OSM定位图

古蒂耶尔的时区为UTC+01:00、UTC+02:00（夏令时）。

## 行政
古蒂耶尔的邮政编码为27410，INSEE市镇编码为27292。

## 政治
古蒂耶尔所属的省级选区为贝尔奈县。

## 人口

1962-2008年间人口变化图示

古蒂耶尔于2018年1月1日时的人口数量为183人。